# Коки (село)
Коки (ест. Kokõ) — село в Естонії, входить до складу волості Риуге, повіту Вирумаа.